# КрасАвиа
КрасАвиа — российская региональная авиакомпания, осуществляющая региональные авиаперевозки в Сибири и на Дальнем Востоке. Акционерное общество.

## История и деятельность

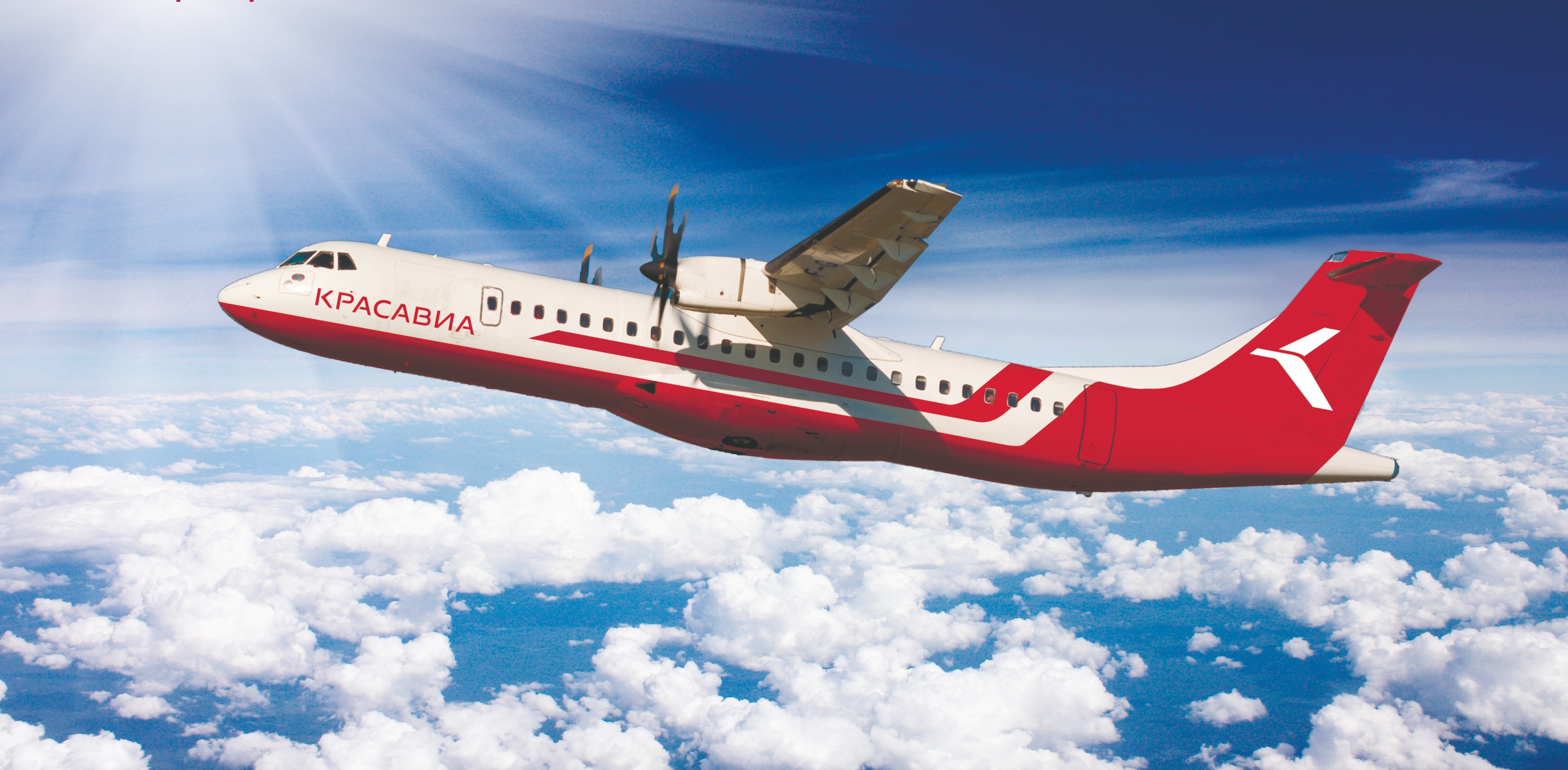
ATR 72-500 в ливрее «КрасАвиа»

АО «КрасАвиа» имеет долгую историю. В 1956 году было создано ФГУП «Туринское авиапредприятие», преобразованное в 2002 году в ГП ЭАО «Эвенкия-АВИА». В 2007 году на её базе было сформировано ГП КК «КрасАвиа». С марта 2018 года АО «КрасАвиа».
Кроме магистральных и региональных, авиакомпания выполняет межмуниципальные и внутримуниципальные регулярные перевозки; участвует в реализации ряда крупных инвестиционных проектов на территории Западной и Восточной Сибири, осуществляя вахтовые перевозки пассажиров и грузов. «КрасАвиа» доставляет почту, продовольствие, лекарства и другие жизненно необходимые товары и грузы в районы Крайнего Севера. Выполняются также санитарные рейсы — тяжелобольных жителей региона перевозят для выполнения срочных операций.
В ноябре 2020 года авиакомпания приобрела два самолёта ATR 72-500.Также авиакомпания получила 5 самолётов ATR 42-500.
В августе 2021 года во флот авиакомпании поступил новый вертолёт Ми-8МТВ-1. Начался ребрендинг — была изменена ливрея воздушных судов.

## Руководители «КрасАвиа»
- Фатьянов Николай Дмитриевич  с 2007 по 2013 год (в 1995—2007 годах был руководителем ФГУП «Туринское авиапредприятие», затем ГП ЭАО «Эвенкия-АВИА»).
- Мурзин Сергей Николаевич с 30 мая 2013 по 18 мая 2016.
- Мордань Валерий Иванович с 18 мая 2016 по 5 декабря 2017.
- Попов Иван Михайлович с 5 декабря 2017 по 7 марта 2018.
- Шаповалов Юрий Анатольевич с 7 марта 2018 по 20 апреля 2018 года.
- Егоров Андрей Юрьевич с 20 апреля 2018 года.

## Флот
По состоянию на август 2023 года размер флота АО «КрасАвиа» составляет 22 самолёта и 21 вертолёт: